# Végétarisme hindou
Le végétarisme hindou est une pratique alimentaire, qui, au-delà du simple végétarisme excluant la consommation de chair animale (mamsâ), a une histoire et des bases philosophiques précises, spécifiques à l'hindouisme. En tant que tel, le végétarisme hindou (de même que dans le jaïnisme) exclut tout ce qui est résultat d'une mise à mort volontaire (viande, poissons, etc.), et la consommation d'œufs (refus de voler à la mère ses potentielles progénitures, d'interférer avec la vie de l'animal en s'appropriant ses œufs) et des dérivés ; cette attitude alimentaire est liée à la pratique réelle de l'Ahimsâ, la non-violence universelle ou respect impérieux de tout ce qui vit.
Des enquêtes menées par l'ONUAA et l'USDA, estiment que 20 à 42 % de la population indienne est végétarienne (non consommation de chair animale et d'œuf) ; une enquête de 2018 de la revue Economic and Political Weekly (en) comparant les déclarations des populations aux quantités de viande produites et achetées, relève que seuls 20 % d’Indiens ne consommeraient ni viande, ni œufs, ni poisson. Mais selon les statistiques américaines (dont celles de CNN) et indiennes, en l'an 2021, 80% des hindous pratiquent le lacto-végétarisme.

## Sources
« (...) L'Inde a choisi comme buts de pèlerinage des lieux où la nature présentait une beauté, une splendeur particulière, afin que la pensée pût y sortir de son horizon de nécessités étroites et sentir quelle est sa place dans l'infini. Pour cette raison, dans l'Inde, un peuple entier qui jadis se nourrissait de viande renonça à toute nourriture animale afin de cultiver un sentiment de sympathie universelle avec tout ce qui vit – événement unique dans l'histoire de l'humanité. »

— Rabindranath Tagore, Sadhana (extraits).

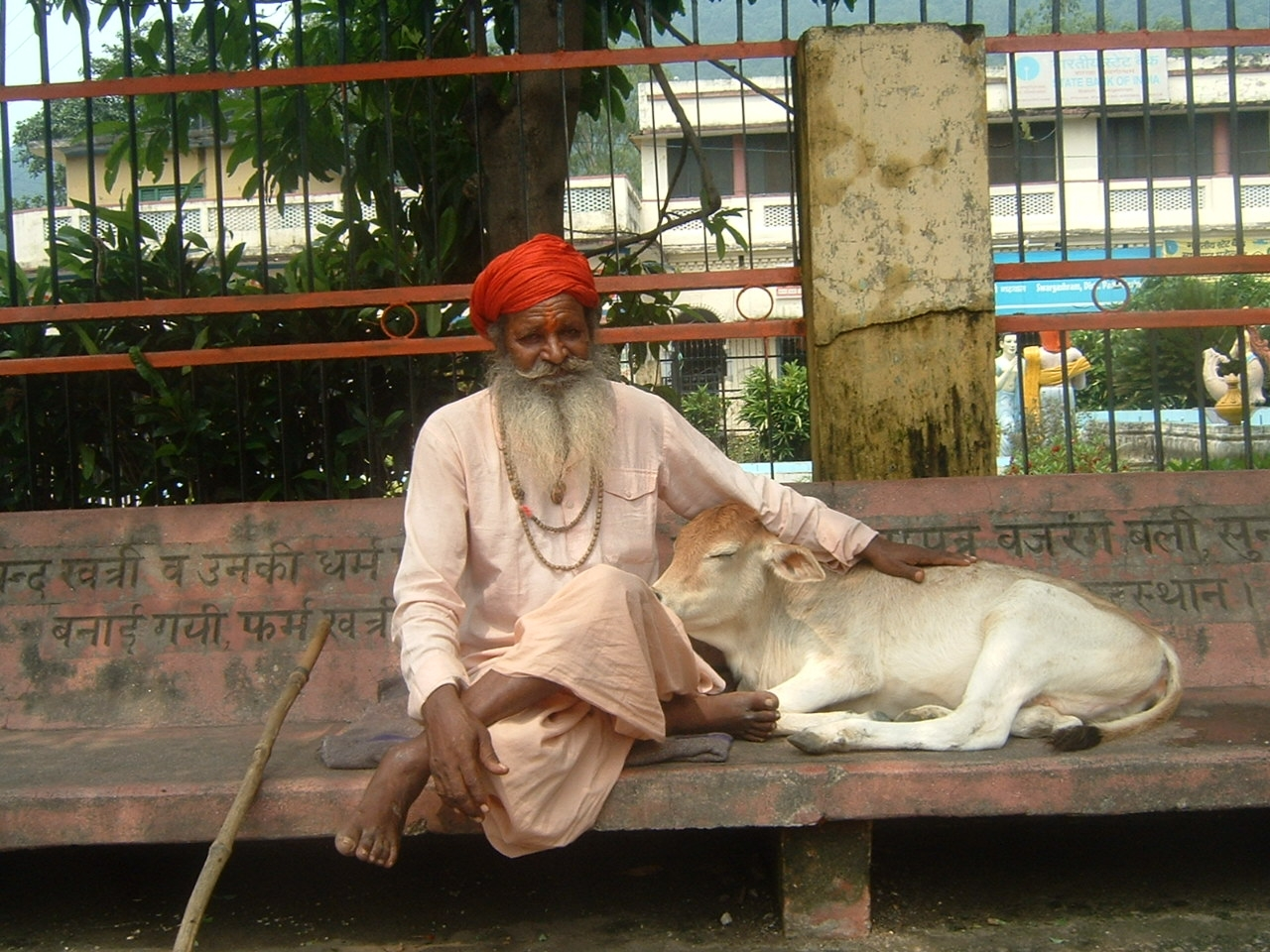
Ascète (sâdhu) hindou avec un veau.

L'Ahimsâ est la notion philosophique des religions indiennes (de l'hindouisme, du bouddhisme et du jaïnisme) qui introduit le végétarisme comme norme dans l'alimentation. L'ahimsâ est une valeur qui recommande la non-violence et le respect pour toute vie, humaine, animale ou végétale (comme il en est chez les Bishnoïs). Ahimsâ est assez souvent traduit par non-violence ou non-nuisance à l'égard de tous les êtres vivants ou respect de la vie sous toutes ses formes. La racine sanskrite est hims (« nuire ») avec le privatif « a ». L'ahimsâ (« non-violence ») est fondé sur une injonction védique :

« माहिंस्यात्सर्वभूतानि, mâhimsyât sarvabhûtâni (qu'on ne nuise à aucun être vivant) »

— Ralph Stehly, Professeur d'histoire des religions, Université Marc Bloch, Strasbourg, L'Ahimsâ ou non-nuisance, et le végétarisme
Dans le cadre de l'hindouisme, le terme ahimsâ apparaît écrit pour la première fois dans les Upaniṣad et dans le Raja yoga. C'est le premier des cinq yamas ou vœux éternels, les restrictions indispensables du yoga (l'ahimsâ n'amène à aucun état spécifiquement yogique, mais est considérée comme la première marche morale indispensable pour tout « honnête homme »)

### Véda
Beaucoup de textes du Véda décrivent les sacrifices d'êtres vivants dans un contexte sacrificiel, comme celui du cheval (Ashvamedha) dans le Yajur-Véda (TS 7.1-5, VSM 22–25) et le Rig-Véda (RV 1.162-163) ou celui d'homme mâle (Purushamedha) dans le Yajur-Véda (VS 30–31).
Néanmoins, à l'époque moderne, certains nationalistes  comme Swami Satya Prakash Saraswati, un universitaire devenu sannyasin, interprètent les textes en donnant aux mots d'autres sens : il considère que le terme de Medha, « offrande », aurait un autre sens dans ce contexte, qui serait celui d'« acte accompli » ; par exemple, le mot signifiant Gau (« Vache ») signifie aussi la « Terre », et le Yajña destiné à préserver la Terre et son environnement est appelé Yajna Gomedha (mais, selon lui, il ne s'agit point d'un sacrifice consistant à abattre une vache).
Selon Swami Narayan, dans son ouvrage Vachanamrut (en) (Gadhada Pratham - 69), les rituels védiques comme Purushmedha ou Ashvamedha sont faits pour atteindre les buts de la vie comme kâma (éros), artha (gain matériel), mais pas pour atteindre moksha (la délivrance des naissances et des morts), qui ne s'obtient pas par de simples rituels : la non-violence (ahimsa) seule est la base éthique qui permet d'atteindre la délivrance des réincarnations ou moksha ; ces rituels précisément n'ont pas de valeur libératrice, mais enchaînent au monde aussi ; la non-violence au contraire est libératrice.
Selon le traité hindou De la Thérapeutique (chapitre XIX.4.), la consommation carnée issue des rituels sanglants est l'origine primordiale des maladies ; les rituels sanglants, dans cet ouvrage, sont vus comme des apparitions tardives : « Dans le temps premier, les animaux sacrifiables dans les rituels sacrificiels n'étaient pas sacrifiés »  (les animaux sacrifiables possibles étant tous des mâles : homme, étalon, taureau, bélier et bouc) ; ainsi, concernant l'origine première de la diarrhée, Âtreya répond à Agnivesha que lorsque Prishadhra sacrifia des vaches, « voyant cela, toutes les créatures furent choquées. Leur esprit et leur feu digestif altérés, ils consommèrent les vaches tuées pour le sacrifice et cela causa une diarrhée due à la lourdeur, la chaleur, l'inappropriation et l'ingestion d'une nourriture non prescrite. L’atîsâra [diarrhée] a donc pour origine première le sacrifice de Prishadhra. »

### Mahâbhârata
Bhishma dit dans le Mahâbhârata :
« 
Y a-t-il besoin de dire que ces créatures innocentes et en bonne santé sont faites pour l’amour de la vie, alors qu’elles sont recherchées pour être tuées par de misérables pécheurs vivant dans les boucheries ? Pour cette raison, ô monarque, ô Yudhishthir, sache que le refus de la viande est le plus grand refuge de la religion, du ciel, et du bonheur. S’abstenir de blesser est le plus grand des principes. Il est, là encore, la plus grande des pénitences. Il est également la plus grande des vérités parmi toutes les preuves d'affection. La viande ne peut pas être retirée de l’herbe ou du bois ou de la pierre. À moins qu’une créature vivante soit tuée, cela ne peut être réalisé. Donc, tu es dans la faute en mangeant de la chair. (...) Cet homme, qui s'abstient de la viande, n’est jamais mis dans la crainte, ô roi, par aucune créature. Toutes les créatures demandent sa protection. Il ne provoque jamais aucune inquiétude pour les autres, et lui-même n’a jamais à devenir anxieux. Si personne ne mange de la chair, il n'y a alors plus personne pour tuer des êtres vivants. L’homme qui tue des êtres vivants les assassine pour le bien de la personne qui mange de la chair. Si la chair est considérée comme non comestible, il n'y a alors plus d'abattage d’êtres vivants. C’est dans l’intérêt du mangeur de viande que le massacre des êtres vivants se réalise dans le monde. Depuis, ô toi de grande splendeur, la durée de vie est raccourcie pour les personnes qui abattent les créatures vivantes ou sont les causes de leur abattage ; il est clair que la personne qui désire son bien doit abandonner la consommation de viande entièrement. (...) L'acheteur de la chair réalise l'himsâ [violence] par sa richesse : celui qui mange la chair le fait en appréciant sa saveur, le tueur réalise l’himsâ en attachant et en tuant l'animal. Ainsi, il existe trois formes de mise à mort. Celui qui apporte la chair ou l’apporte pour elle-même, celui qui coupe les membres d'un animal, et celui qui l’achète, la vend, ou les cuisiniers de la viande et celui qui la mange – tous ces éléments sont à considérer comme des mangeurs de viande.
 »
— Mahâbhârata 13,115
Et, toujours dans le Mahabharata, 13.116.37-41 : « la Non-violence (ahimsâ) est le devoir le plus élevé et l'enseignement le plus élevé » (la section 116 du Mahabharata parle de la consommation de chair comme étant une cruauté, qui mène dans les enfers, et le végétarisme, comme permettant d'être compatissant envers les vies et de purifier son âme : l'abstinence de cruauté envers les vies est vue comme le plus élevé des sacrifices, des dons, des bonheurs et la plus grande des vérités, et le végétarisme fait partie de cette « religion de la compassion »).
La section du Mahabharata, Anushasana Parva (en) (115.43), déclare que ceux qui massacrent des créatures dans le Yajna ou tout rituel védique iront en enfer.

### Lois de Manu (Mānava-Dharmaśāstra)
Les Lois de Manu, bien que listant une série d'animaux non consommables ou consommables (dans le cadre du sacrifice aux Dieux (inférieurs) : car manger de la viande pour le plaisir, « en toute circonstance », est adharmique, considéré comme étant « la coutume des démons », selon le chapitre 5, sûtra 31 des Lois de Manu), prescrit toute une série d'aphorismes éthiques en faveur du végétarisme en tant que norme chez les dvija (les « deux-fois-né », ceux qui sont initiés aux Véda, qui sont Brâhmanes ou protègent, obéissent aux Brâhmanes) :
« 

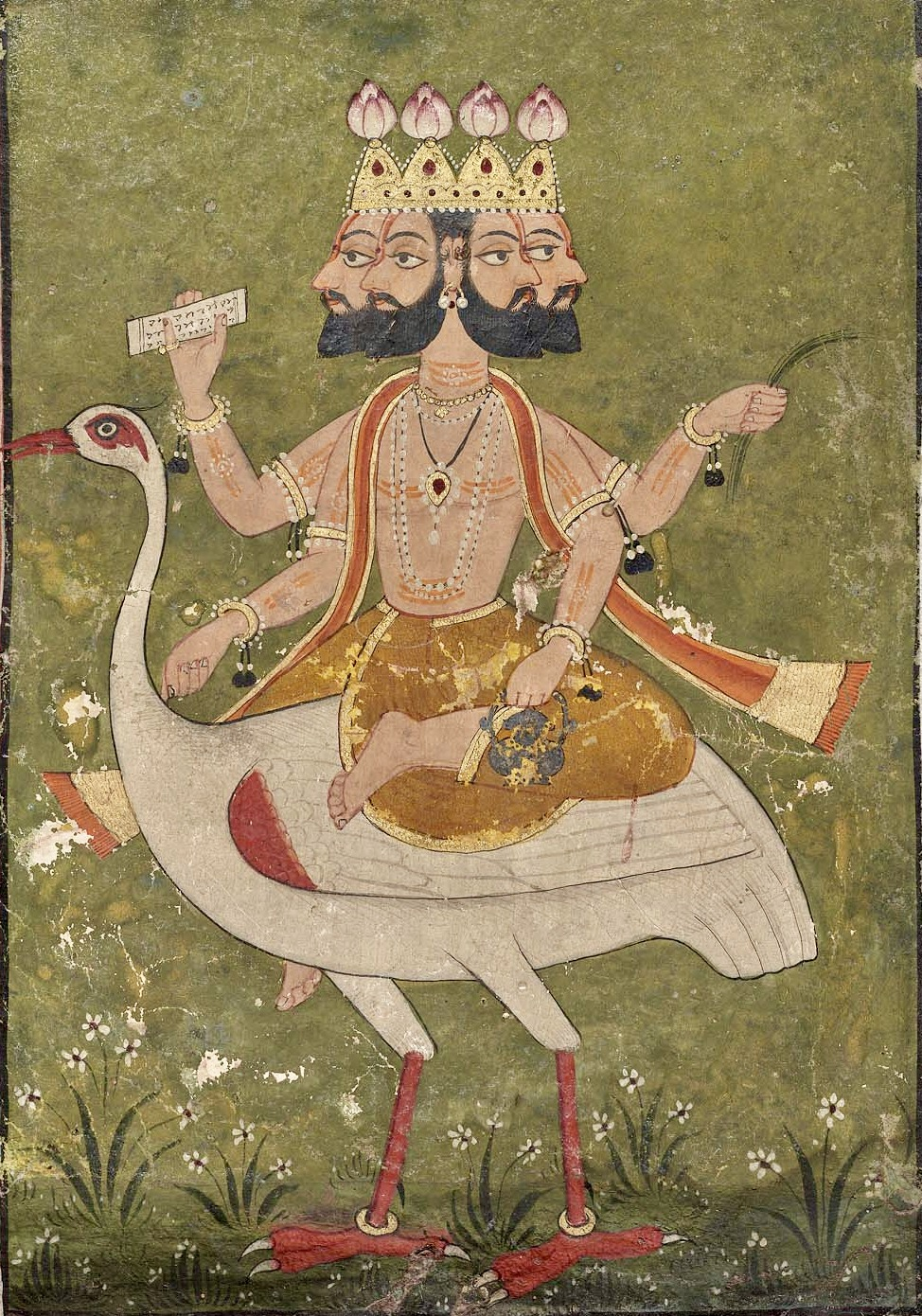
Le Dieu Brahmā, qui, selon la tradition hindoue, révéla ses lois au sage Manu.

15. Celui qui mange la viande (d'un animal) quelconque est dit le mangeur de cet (animal), celui qui mange du poisson est un mangeur de toute (sorte de) viande ; on doit donc s'abstenir du poisson. (...) 45. Celui qui fait du mal à des créatures inoffensives pour son plaisir, ne prospère ni pendant sa vie, ni après sa mort. 46. Celui qui ne cherche pas à faire souffrir aux créatures la captivité ou la mort, (et) désire le bien de tous les (êtres), obtient la félicité suprême. 47. Celui qui ne fait de mal à aucun (être), réussit sans difficulté dans toutes les choses qu'il projette, qu'il entreprend, et auxquelles il attache sa pensée. 48. On ne peut se procurer de viande autrement qu'en faisant violence aux êtres animés, et le meurtre des animaux, empêche d'obtenir le Ciel ; on doit donc s'abstenir de viande. 49. Considérant la provenance de la chair, (qu'on ne peut se procurer que par) l'enchaînement et le meurtre des animaux, on doit s'abstenir absolument de viande. 50. Celui qui ne mange pas de la viande comme un vampire, au mépris de la règle, est aimé dans ce monde et n'est pas affligé par les maladies. 51. Celui qui tolère (le meurtre d'un animal), celui qui le dépèce, celui qui le tue, celui qui achète ou vend (sa chair), celui qui l'apprête, celui qui la sert et celui qui la mange, (sont tous considérés comme) ses meurtriers. 52. Il n'y a point de plus grand pécheur que celui qui cherche à accroître sa propre chair par la chair d'autres (êtres, sans que ce soit pour) honorer les Mânes et les Dieux. 53. Celui qui pendant cent années consécutives offre annuellement l'Ashvamedha [sacrifice symbolique : le cheval pouvant être une effigie artificielle, ce qui ne change rien à la réalité du sacrifice du point de vue brahmanique], et celui qui s'abstient de viande, (obtiennent) une récompense égale pour leur vertu. 54. En vivant de fruits et de racines purs, et en mangeant la nourriture des ascètes, on ne gagne pas une aussi grande récompense qu'en s'abstenant de viande. 55. « Celui dont je mange ici-bas la CHAIR (mâmsa), IL ME (mâm sa) dévorera dans l'autre monde » : telle est l'étymologie du mot chair suivant les Sages. 
 »
— Mânava-Dharma-Shâstra, chapitre 5.
"Quand on rédige les «Lois de Manu », l'auteur ou les auteurs sont pris entre la non-violence qui, depuis le monde des ascètes, est en train de gagner les brahmanes et la lettre du Veda qui glorifie la guerre, entre autres (c'est heureusement le devoir des ksatriya), ordonne la mise à mort d'animaux, la consommation de viande. Dans la section V.27-56, les deux vues sont exposées ; d'abord, la vue traditionnelle : manger de la viande fait partie de l'ordre naturel établi par le créateur lui-même ; puis la vue nouvelle, celle de l'éthique non violente et donc végétarienne. Finalement, sans prendre nettement parti, Manu (V.39b) commence par sauver le rituel : « le sacrifice est pour le bien de tout cet [univers] ; par conséquent, dans un sacrifice, tuer n'est pas tuer. » (…) Manu hésite: à plusieurs reprises il condamne la violence et le meurtre qui transforment un animal en nourriture. (…)Dans le vers final de cette section, Manu distingue bien entre l'activité naturelle des hommes et de toutes les créatures et l'activité religieuse ou spirituelle de ceux qui choisissent de résister à la nature. Mais la rétention et le yoga, tel qu'il est connu à l'époque, consistent à s'abstenir dans ce monde pour s'en abstraire: V,56. Il n'y a point de péché à manger de la viande, (à boire) des liqueurs spiritueuses, ou à user des plaisirs charnels (dans les cas permis), car c'est un penchant naturel chez les êtres ; mais l'abstention (de ces plaisirs) procure de grandes récompenses
En effet, qu'un Traité déclare qu'un animal est consommable, pour des raisons rituelles, médicales, etc., ne veut pas dire pour autant que le jugement moral ne peut prendre le dessus, n'est pas la priorité ; le Kâmasûtra de Vâtsyâyana expose cet état d'esprit :

« 41. (...) L'affirmation qu'il y a « un texte pour cela » ne justifie pas une pratique. Les gens devront comprendre que le contenu des textes a une portée générale, mais chaque pratique réelle convient à une région particulière. 42. La science médicale, par exemple, prescrit de cuisiner jusqu'à la viande de chien, pour leur jus et leur virilité ; mais qui d'intelligents voudrait en manger ? »

— Vâtsyâna Mallanâga, Kâmasûtra, livre 2, chapitre 9.

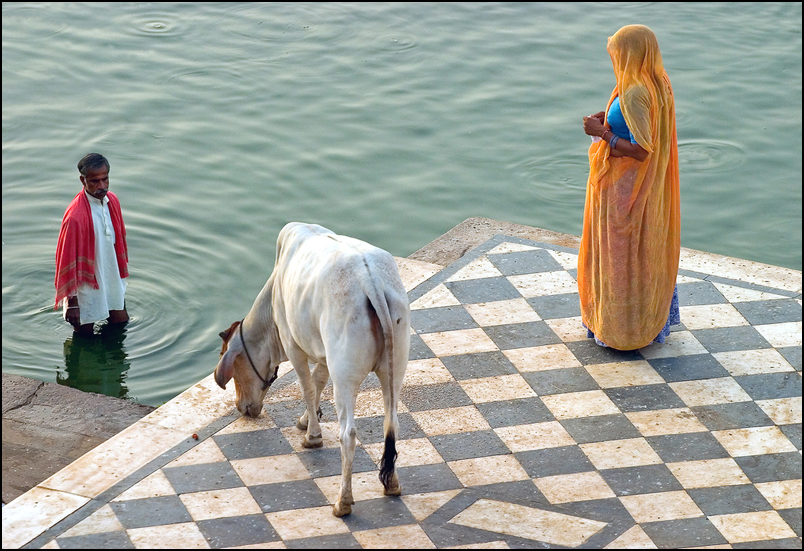
Vache et Indiens sur les ghats de la ville sainte de Pushkar, ville totalement végétarienne, lieu de pèlerinage où se trouve l'un des rares temples au monde dédié au Dieu Brahmā, père du premier homme, Manu (qui composa son Dharma-Shâstra).

Les Lois de Manu indiquent comment se purifier d'actes impurs concernant la consommation de chair animale ou le meurtre de créatures, et rappellent le devoir de l'homme par rapport à ses animaux domestiques :
« 
Par un aveu fait devant tout le monde, par le repentir, par la dévotion, par la récitation des prières sacrées, un pêcheur peut être déchargé de sa faute, ainsi qu'en donnant des aumônes lorsqu'il se trouve dans l'impossibilité de faire d'autre purification. [Car :] Autant son âme éprouve le regret pour une mauvaise action/karma, autant son corps est déchargé du poids de cette action perverse. (...) Vous n'abandonnerez jamais les animaux dans leur vieillesse, en souvenir des services qu'ils vous ont rendus.
 »
— Maurice Maeterlinck, Le Grand Secret.
On trouve encore :
« 
La mort, sans l’espérance d’une récompense, pour les brâhmanes et les vaches, ou dans la défense de femmes et d’enfants, garantit la béatitude à ceux ne faisant pas partie de la communauté Ârya (les Vahya). L'Ahimsa (respect impérieux de la Vie, non-violence, action/karma court-circuitant la violence), la véracité, l'abstention de s'approprier les biens des autres, la pureté et le contrôle des sens, Manu a ainsi déclaré que tout cela peut être considéré comme le résumé du Dharma pour les quatre varna d' Ārya (« Nobles » en sanskrit : brahmanes, kshatriya, vaïshya, shudra.)
 »
— Mānavadharmaśāstra, livre 10, sûtra 62 et 63.

#### Lait interdit
Bien que le lait soit un aliment, dans l'hindouisme, considéré comme primordial et saint (la vache apparaissant en tant que Mère nourricière qui offre son lait à tous), il n'en demeure pas moins que sa consommation, selon les Lois de Manu, est limitée par un certain nombre de règles (afin que le lait soit un aliment sattvique) ; ainsi :
« 
Ne buvez pas le lait d'une vache qui va mettre bas dans les dix jours qui suivent, le lait d'une chamelle ou d'une brebis, d'une vache en chaleur ou d'une vache dont le veau lui a été enlevé et évitez de boire le lait d'une femme [si vous êtes adulte], le lait d'animaux sauvages dans la nature – à l'exception de bufflesses – et toutes les nourritures aigres ou fermentées. La yaourt, par contre, peut être consommé ainsi que tout ce qui est extrait de fleurs, racines et fruits auspicieux.
 »
— Lois de Manu, V.8-9-10

### Yājñavalkya Smṛti
Dans la Yājñavalkya Smṛti (en), le maître védique Yājñavalkya déclare : « il y a trois crimes horribles commis lors du massacre d'animaux pour le plaisir de manger leur chair. »
Ces crimes sont prana-harana, pida et virya-kshepa. Prana-harana est le crime de prendre la vie d'un animal alors qu'il est innocent et n'a rien fait pour mériter qu'on lui enlève sa vie. Pida est le crime d'infliger une grande douleur à un animal en le tuant, et virya-kshepa est le crime d'enlever sa force .

## Refus des rituels sanglants

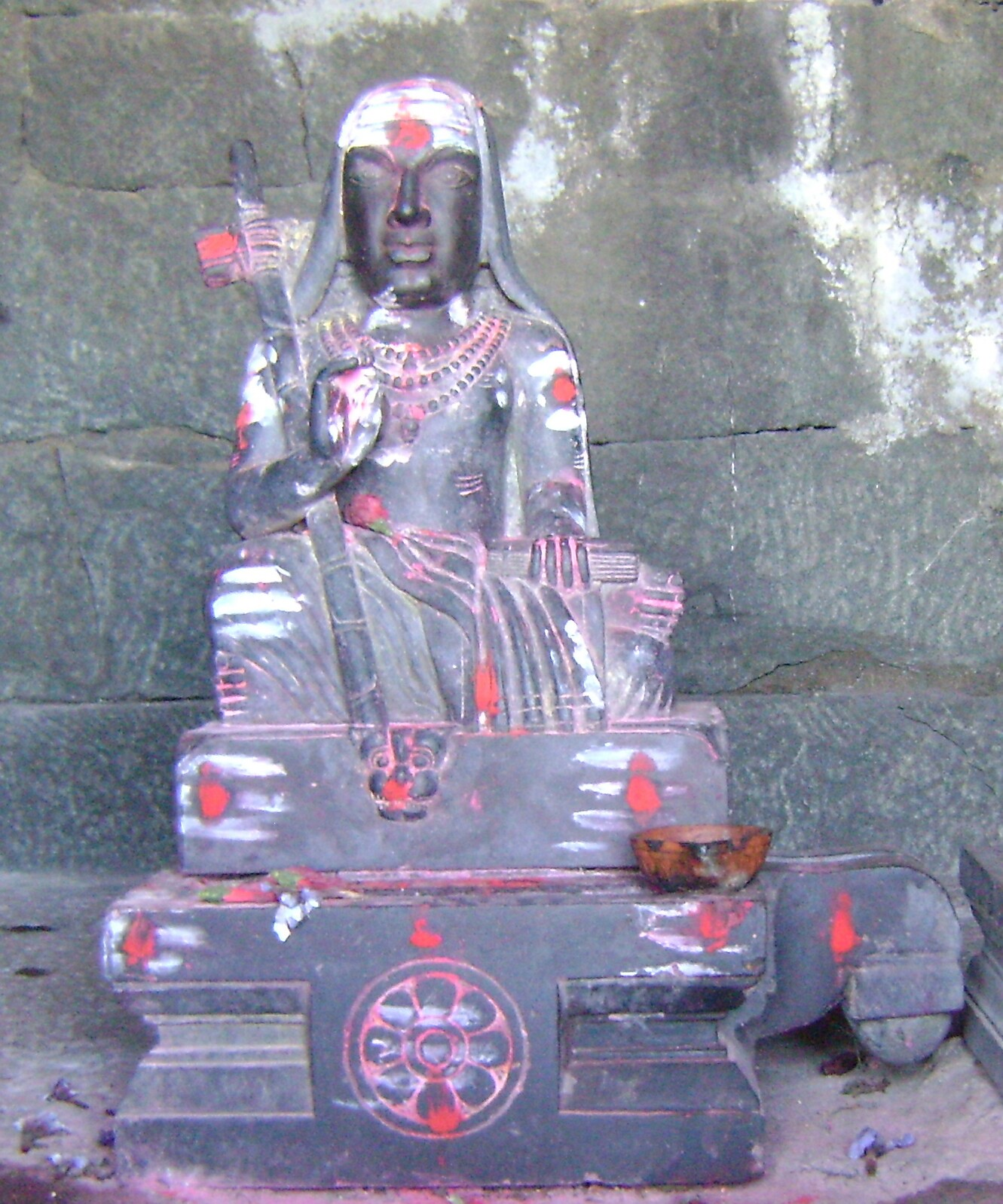
Statue d'Adi Shankara.

Les rituels sanglants en Inde furent, dès la plus haute antiquité, combattus par les brahmanes et leurs disciples, car l'on retrouve dans plusieurs textes sacrés hindous les versets suivants, ironisant sur la logique des pratiques d'abattages se voulant pieuses :
« 
Le sang des animaux tués par toi
Forme une mare de sang à tes pieds.
Si de la sorte on atteint les destinées supérieures,
Qu'est-ce donc qui conduit aux enfers ?
 »
— Matthieu Ricard, Plaidoyer pour les animaux
L'hindouisme classique reconnaît d'ailleurs Siddhartha Gautama (le Bouddha historique) comme un Avatâr (« Descente ») du Seigneur Vishnou, précisément pour son refus militant des rituels sanglants :
« 
Ô Késhava ! Ô Seigneur de l'univers ! Ô Seigneur Hari, qui a pris la forme de Bouddha ! Toute la splendeur vous appartient ! Ô Bouddha au cœur compatissant, vous dénoncez l'abattage des pauvres animaux exécutés lors des rituels
 »
— Jayadeva Goswami, Dashavatara-stotra, Gita Govinda.
Des sages éminents de l'hindouisme, comme Adi Shankara, confirmèrent ce refus de nuire à la vie, argumentant qu'il n'y a aucune religiosité ni dévotion dans le fait de voler le « souffle de vie » (prāṇa) d'un être incarné (jiva), même si on le réalise face à une « idole » (murti) ; Prāṇatrāṇa, « fait de sauver la vie », est vu ainsi comme un vrai sacrifice, à l'opposé du rituel sanglant.

## Yoga

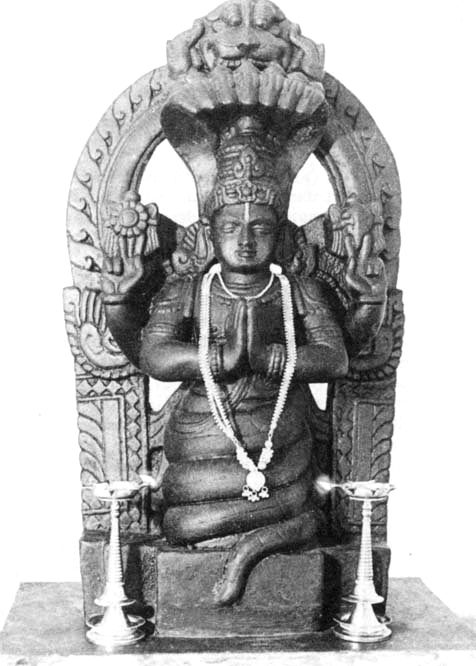
Statue de Patanjali, auteur du Yoga Sutra, philosophie du Raja Yoga.

Étant donné que le premier yama (discipline) du Raja yoga est l'ahimsâ (« non-violence » universelle), le végétarisme est une composante classique de l'exercice du yoga (car la consommation de chair animale a pour origine une violence exercée sur l'animal, blessé et tué).
Selon B.K.S. Iyengar, maître de Hatha yoga, le végétarisme est « une nécessité » dans la pratique : « Si des animaux tués remplissent mon assiette, ma tête et mon cœur deviennent lourds de tristesse. (...) Devenir végétarien est le chemin pour vivre en harmonie avec les animaux et la planète. »
D'après Swami Chinmayananda, le végétarisme dans le yoga doit être accompagné d'une frugalité équilibrée : 
« 
Consomme ce qui vient à toi facilement, qui n'attente à aucune vie, et dans une proportion qui ne chargera pas ton estomac. Ceci est la règle d'or du régime que doit suivre un adepte de la méditation.
 »
— Swami Chinmayananda, La Bhagavad-Gîtâ.
Lakshmanjoo, un des grands maîtres contemporains du shivaïsme du Cachemire, affirme que le fruit de la méditation ne peut être obtenu que par un végétarien pur .

## Courants

### Vishnouisme

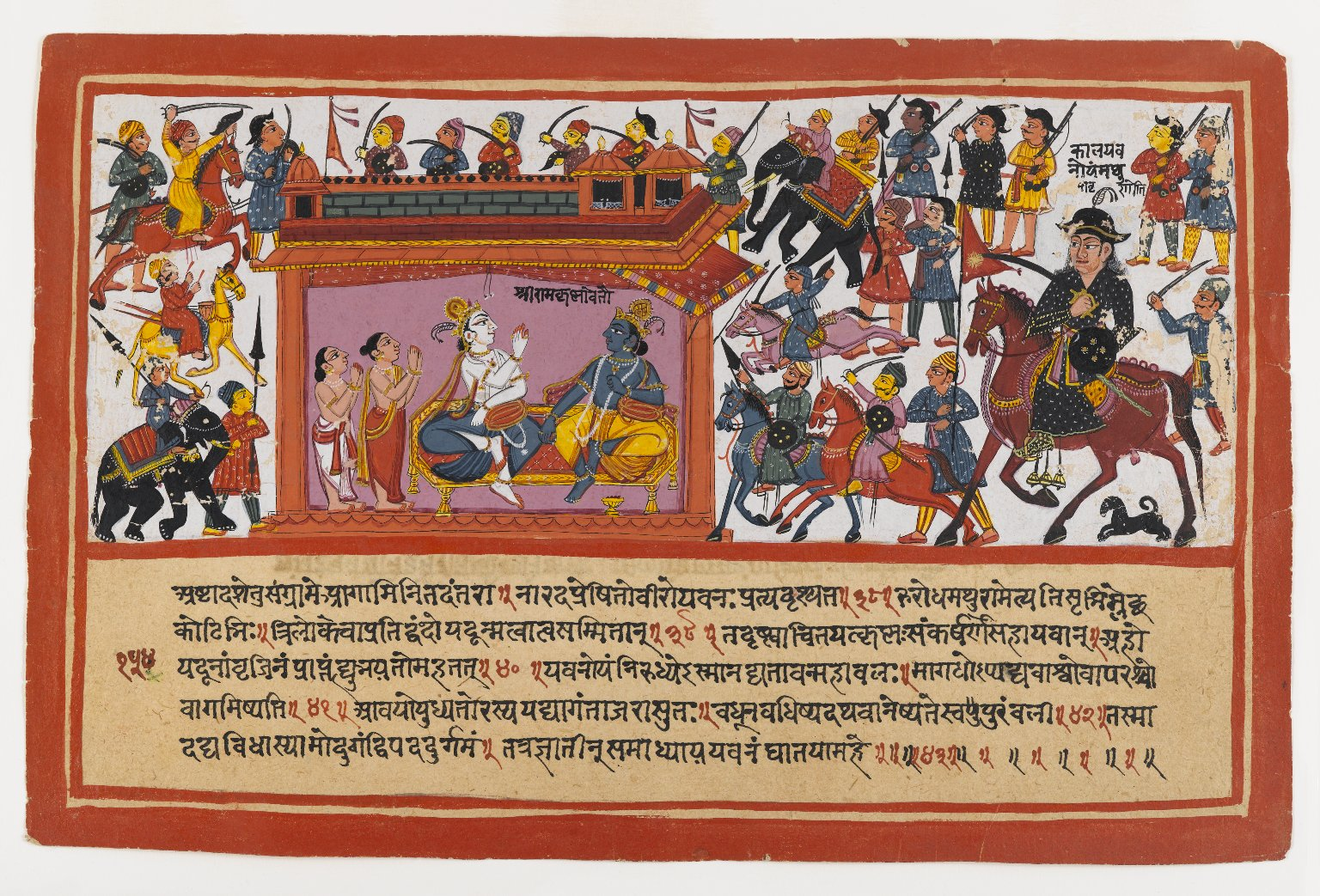
Illustration d'un Bhagavata Purana, avec le Seigneur Krishna enseignant.

Dans le vishnouisme, la consommation de viande implique que l'on se réincarne après la mort dans toutes les formes et destinées animales des bêtes que l'on a mangées, du fait de la rétribution des actes (karma) et de l'équité universelle (Dharma) :

« Les personnes coupables qui sont ignorantes des principes religieux, mais se considérant comme totalement pieuses, sans remords, commettent des violences contre les animaux innocents pleinement confiants en leur personne. Dans leur vie prochaine, ces personnes coupables seront mangées par ces créatures qu’ils ont tuées dans ce monde. »

— Bhāgavata Purāṇa 11.5.14.

« Une personne bien au courant des principes religieux ne doit jamais offrir quelque chose comme de la viande, des œufs ou du poisson dans les cérémonies de Shrāddha, et même si l'on est Ksatriya (guerrier), on ne doit pas manger de telles choses. »

— Bhāgavata Purāṇa 7.15.7.

### Shivaïsme
Dans le shivaïsme, la consommation de chair animale est un des péchés graves, qui conduit dans les enfers après la mort (c'est aussi l'avis de Sant Kabîr et du sikhisme) ; on évite ce genre de destinée en purifiant son âme par le jeûne, la prière, la méditation, l'amitié universelle (maitri) et la dévotion joyeuse envers Dieu.

### Autres
Ainsi, dans l'ouvrage classique tamoul, le Tirukkuṟaḷ, du poète antique Tiruvalluvar, – qui est considéré pour être un hindou shivaïte, vishnouïte ou jaïn, –, les mangeurs de viande sont critiqués en ces termes : « 256. Si le monde n'achetait ni ne consommait de la viande, personne n'abattrait de créatures et il n'y aurait aucune viande à vendre ».

## Les enfers

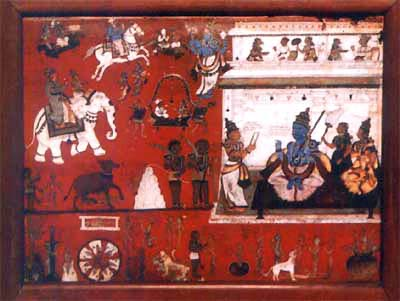
Le tribunal de Yama, dieu des morts, et les enfers.

La tradition hindoue (dans la Bhagavata Purana, Skanda V, chapitre 26) admet une série innombrable d'enfers (transitoires) pour les hommes qui ne respectent pas les animaux, se nourrissent de leur chair, les enferment ; il y a  :
- l'enfer « des hurlements » : Raurava et Maha-raurava (pour « celui qui, n'ayant rien perçu au-delà du corps, a tué maintes créatures pour faire subsister sa famille ») ;
- l'enfer Khumbi-paka (pour « celui qui a fait cuire, pour s'en nourrir, des animaux vivants et des oiseaux ») ;
- l'enfer Andhakupa (pour « celui qui reste inconscient des souffrances qu'il inflige à d'autres créatures, et se conduit sans plus de conscience que ces animaux qui blessent ou tuent les humains ») ;
- l'enfer Prana-rodha (pour « celui qui a impitoyablement tué des animaux des forêts par pur plaisir de chasser ») ;
- l'enfer Visasana (pour « celui qui tue des animaux dans des simulacres de sacrifice ») ;
- l'enfer Dandasuka (pour « celui qui, par férocité, a tourmenté d'autres êtres »)
- et l'enfer Avata-nirodhana (pour « celui qui a séquestré un être vivant dans un lieu confiné »)

Les enfers sont dirigés selon la loi du talion, où le fautif est puni par le retour de ses actes ; ils sont soit peuplés de démons cannibales anthropophages qui torturent longtemps et se nourrissent des restes de leurs victimes (enfer Maha-raurava), soit par des serpents à plusieurs têtes dévorant les fautifs (enfer Dandasuka), soit par des serviteurs du dieu des morts, Yama, qui enferment dans des cachots envahis de feux toxiques et de fumées suffocantes ceux qui privaient de liberté les animaux (enfer Avata-nirodhana) .

## Véganisme hindou

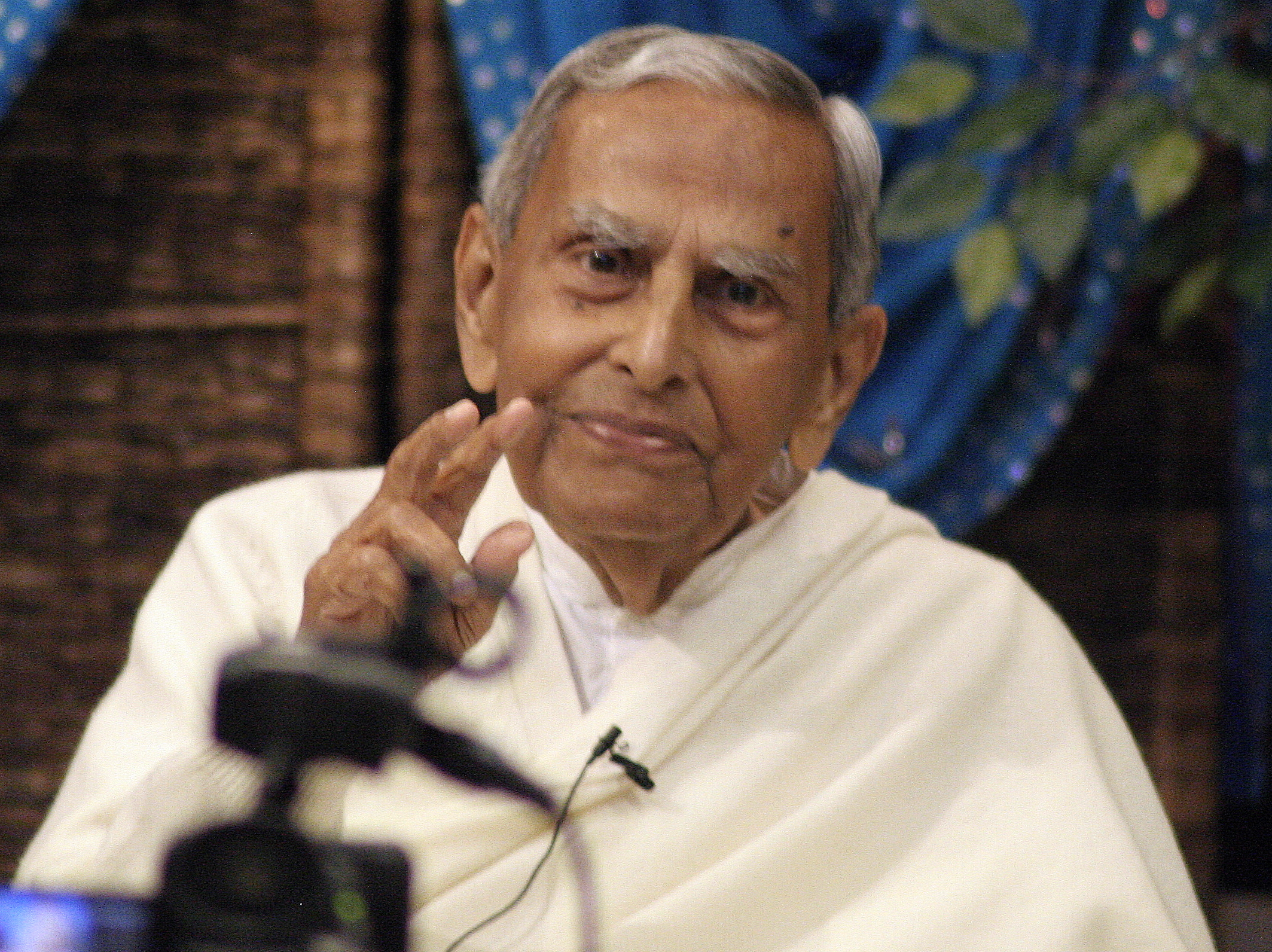
Dada J. P. Vaswani

Si le végétarisme hindou, pratique venant de la préhistoire, est à l'origine un lacto-végétarisme (qui exclut les œufs), la pratique du véganisme est vue par des hindous modernes comme la logique finale du respect originel de l'ahimsa (« non-violence ») : en effet, consommer ou acheter le lait d'une vache qui est finalement envoyée à l'abattoir ou dont le veau est tué (ce qui n'était pas le cas dans l'Inde antique), est contraire à la non-violence , et le lait n'est plus, dans ces conditions, un aliment sattvique (pur), mais tamasique (impur). Le maître hindou Dada Vaswani (en) a enseigné qu'il a ainsi cessé de consommer du lait de vache après avoir appris les conditions cruelles auxquelles sont soumises les vaches, et David Frawley fait valoir que « les hindous honorent toutes les créatures sur Terre et les différentes beautés de la planète, des montagnes, des rivières, des forêts et des océans », soulignant le lien entre l'hindouisme et le véganisme et leur refus de nuire aux vies ,.
La très grande majorité des hindous et des jaïns ne sont pas végétaliens, mais fidèles à la consommation de lait de vache, la mère de tous les humains selon la tradition védique ; Le végétalisme est vu par les hindous comme une sorte de jeûne, non comme une alimentation normale pour un être humain)
.

## Présence du végétarisme en Inde
Un « végétarisme hindou » généralisé à tous les Indiens est en grande partie un cliché européen, remontant au XVIIe siècle puis porté par l'orientalisme : dans les faits la consommation de chair animale en Inde existe chez les hindous rejetant les valeurs brahmaniques (comme l'ahimsâ, « non-violence », dont le végétarisme est une facette incontournable) et les Indiens occidentalisés ou ayant comme religion une religion abrahamique : en effet, les Indiens musulmans et chrétiens sont de manière générale non-végétariens, et l'Inde est un des pays où il y a le plus de musulmans au monde, avec une très forte présence chrétienne dans le Sud de l'Inde, au Kerala notamment. 
Florence Burgat, dans son ouvrage Ahimsa. Violence et non-violence envers les animaux en Inde , écrit : 

« [En Inde,] Ce sont pour les fameuses ou plutôt les soi-disant vaches sacrées que les transports sont les plus longs et donc les plus terribles. Leur abattage n’est licite que dans le Kerala et l’ouest du Bengale, ou Bengale-Occidental, les deux états communistes de l’Inde. Certains vétérinaires m’expliqueront que l’abattage clandestin est courant. »

D’après l’ONUAA, l'Inde est le pays où les habitants ont le plus faible taux de consommation de viande dans le monde avec 3,2 kg par personne sur l’année 2007. D'après une étude de 2018, seuls 20 % d’Indiens ne consommeraient ni viande ni œufs ni poisson. Les chercheurs relèvent chez les hautes castes des « comportements alimentaires schizophréniques. [Ils] soupçonnent de nombreux Indiens d’être végétariens chez eux, et de ne pas l’être lors des repas à l’extérieur, entre collègues ou entre amis. ». 
C'est l'État du Gujarat qui possède le plus haut pourcentage de végétariens en Inde, avec 80 % de la population, soit plus de 40 millions de personnes. Il existe en Inde des villes strictement végétariennes de par la loi (prohibant la vente/consommation de viande et la présence d'abattoirs sur leur sol et leur périphérie). Ce sont des villes saintes de l'hindouisme ou du jaïnisme : Pushkar, Haridwar, Rishikesh, Ayodhya, Palitana, par exemple.